# Gyrinops walla
Gyrinops walla är en tibastväxtart som beskrevs av Joseph Gaertner. Gyrinops walla ingår i släktet Gyrinops och familjen tibastväxter. Inga underarter finns listade i Catalogue of Life.